# 白斑駝背脂鯉
白斑駝背脂鯉（学名：Cyphocharax leucostictus），為輻鰭魚綱脂鯉目脂鯉亞目無齒脂鯉科的其中一個種，分布於南美洲亞馬遜河及巴西Amapa沿岸淡水流域，體長可達10.5公分，棲息在河川中底層水域，生活習性不明。